# Миролюбівка (Криворізький район)
Миролю́бівка — село в Україні, у Криворізькому районі, Дніпропетровської області. Входить до складу Гречаноподівської сільської громади. Населення — 607 мешканців.

## Географія
Село Миролюбівка знаходиться на відстані 1,5 км від села Свистунове, за 3,5 км від міста Кривий Ріг та за 5,5 км від села Гречані Поди.

## Історія
9 грудня 2014 року у селі невідомі завалили пам'ятник Леніну.

## Населення

### Мова
Розподіл населення за рідною мовою за даними перепису 2001 року:
| Мова            | Відсоток |
| --------------- | -------- |
| українська      | 91,4 %   |
| російська       | 6,4 %    |
| білоруська      | 1,8 %    |
| інші/не вказали | 0,4 %    |

## Постаті
- Карпенко Сергій Олександрович (1984—2014) — солдат Збройних сил України, учасник російсько-української війни.

## Інтернет-посилання
- Погода в селі Миролюбівка [Архівовано 20 грудня 2011 у Wayback Machine.]

1. ↑  Рідні мови в об'єднаних територіальних громадах України — Український центр суспільних даних